# Lege uniformă
Legile uniforme sunt instrumentele pregătite în comun de mai multe state și/sau organizații internaționale pentru a susține statele care doresc să își reformeze și modernizeze legislația. Organizațiile internaționale precum UNCITRAL sau UNIDROIT  elaborează legi uniforme.